# 和田絵梨奈
和田 絵梨奈（わだ えりな、1985年10月13日 - ）は、日本の元着エロ系グラビアアイドル。
東京都出身。

## 来歴
2003年秋に「撮影会さーくる」所属モデルとしてデビューし、その後田岡紀夫・会田我路・渡辺制作室等のモデルとしてDVDや電子写真集、お菓子系雑誌を中心に活動、女子高生着エロモデルとして高い人気を集めた。
2004年秋にヘアヌードを披露。しかし同時期に所属芸能事務所をプレジールに移り「水嶋ありさ」に改名すると、水嶋紗耶香とともに「水嶋姉妹」として非ヌードの着エロ活動に回帰した。経緯は不明。
2005年夏のネットムービー「戦え!メイデルファイブ」等を最後に芸能界を引退した。

## 写真集
- えりな18才（2004年5月21日、ぶんか社） - 会田我路撮影

## DVD
- 和田絵梨奈18歳 秘密（LOVE GIRL'S MIX）
- 和田絵梨奈 えりな18歳（2004年5月16日、APPLAUSE MEDIA ENTERTAINMENT） - 会田我路
- 和田絵梨奈18歳 えりなII（2004年9月19日、APPLAUSE MEDIA ENTERTAINMENT） - 会田我路
- FANTASTIC ARRIVAL Vol.1（2004年、LOVE GIRL'S MIX）
- FANTASTIC ARRIVAL Vol.2（2004年、LOVE GIRL'S MIX）
- 和田絵梨奈 秘密リマスターズ（2004年、LOVE GIRL'S MIX）
- 水嶋ありさ EIGHT（2005年1月28日、レイフル）
- 水嶋ありさ 水嶋沙耶香 H学園 姉妹篇（2005年6月、バウハウス）